# Prociphilus himalayensis
Prociphilus himalayensis är en insektsart. Prociphilus himalayensis ingår i släktet Prociphilus och familjen långrörsbladlöss. Inga underarter finns listade i Catalogue of Life.